# Золотий глобус (75-та церемонія вручення)
75-та церемонія вручення нагород премії «Золотий глобус»

7 січня 2018 року
Найкращий фільм — драма: 
«Три білборди за межами Еббінга, Міссурі»
Найкращий фільм —
комедія або мюзикл: 
«Леді-Птаха»
Найкращий телесеріал — драма: 
«Оповідь служниці»
Найкращий телесеріал —
комедія або мюзикл: 
«Дивовижна місіс Мейзел»
Найкращий мінісеріал або телефільм: 
«Велика маленька брехня»
< 74-та • Церемонії вручення • 76-та >
75-та церемонія вручення нагород премії «Золотий глобус» за досягнення в галузі кінематографу та американського телебачення за 2017 рік відбулася 7 січня 2018 року в готелі Беверлі-Гілтон у Беверлі-Гіллз, штат Каліфорнія, США. Церемонія транслювалася в прямому ефірі на каналі NBC, її ведучим уперше виступив комік Сет Маєрс. За повідомленням компанії Dick Clark Productions, яка з 1993 року відповідальна за організацію, проведення та висвітлення церемонії нагородження «Золотим глобусом» спільно з Голлівудською асоціацією іноземної преси, 75-та церемонія вручення нагород відбулася за активної підтримки соціальної мережі Facebook, де на офіційній сторінці кінопремії відбувалася онлайн-трансляція нагородження.
Багато учасників були у чорному вбранні на підтримку руху «Time's Up». Тарана Берк, яка у 2006 створила рух «Я теж», відвідала церемонію як гостя Мішель Вільямс.
Почесна премія імені Сесіля Б. Де Мілля за життєві досягнення в царині кінематографу була вручена телеведучій і акторці Опрі Вінфрі.

## Перебіг церемонії
У листопаді 2017 року символічний титул «Міс/Містер „Золотий глобус“» (який щорічно надається синові або доньці відомого кінематографіста) був перейменований в «Посол „Золотого глобуса“» (англ. The Golden Globe Ambassador), за словами президента HFPA Мегер Татни — «щоб краще відбити роль та висловити всеосяжність, яка завжди була центральною для Голлівудської асоціації іноземної преси».
Номінанти цьогорічної церемонії були оголошені 11 грудня 2017 року.

## Список лауреатів і номінантів

### Кіно
Фільми з найбільшою кількістю нагород та номінацій
| Фільм                                       | Перемоги | Номінації |
| ------------------------------------------- | -------- | --------- |
| • «Три білборди за межами Еббінга, Міссурі» | 4        | 6         |
| • «Форма води»                              | 2        | 7         |
| • «Леді-Птаха»                              | 2        | 4         |
| • «Найвеличніший шоумен»                    | 1        | 3         |
| • «Я, Тоня»                                 | 1        | 3         |
| • «Коко»                                    | 1        | 2         |
| • «Горе-творець»                            | 1        | 2         |
| • «Темні часи»                              | 1        | 1         |
| • «На межі»                                 | 1        | 1         |
| • «Секретне досьє»                          | —        | 6         |
| • «Усі гроші світу»                         | —        | 3         |
| • «Назви мене своїм ім'ям»                  | —        | 3         |
| • «Дюнкерк»                                 | —        | 3         |
| • «Битва статей»                            | —        | 2         |
| • «Фердинанд»                               | —        | 2         |
| • «Пастка»                                  | —        | 2         |
| • «Гра Моллі»                               | —        | 2         |
| • «Ферма «Мадбаунд»                         | —        | 2         |
| • «Примарна нитка»                          | —        | 2         |

• Переможці вказані першими і виділені окремим кольором.
| Категорія                                   | Лауреати і номінанти                                                                | Лауреати і номінанти                                                                   |
| ------------------------------------------- | ----------------------------------------------------------------------------------- | -------------------------------------------------------------------------------------- |
| Найкращий фільм — драма                     | • «Три білборди за межами Еббінга, Міссурі»                                         | • «Три білборди за межами Еббінга, Міссурі»                                            |
| Найкращий фільм — драма                     | • «Назви мене своїм ім'ям»                                                          |                                                                                        |
| Найкращий фільм — драма                     | • «Дюнкерк»                                                                         |                                                                                        |
| Найкращий фільм — драма                     | • «Секретне досьє»                                                                  |                                                                                        |
| Найкращий фільм — драма                     | • «Форма води»                                                                      |                                                                                        |
| Найкращий фільм — комедія або мюзикл        | • «Леді-Птаха»                                                                      | • «Леді-Птаха»                                                                         |
| Найкращий фільм — комедія або мюзикл        | • «Горе-творець»                                                                    |                                                                                        |
| Найкращий фільм — комедія або мюзикл        | • «Найвеличніший шоумен»                                                            |                                                                                        |
| Найкращий фільм — комедія або мюзикл        | • «Пастка»                                                                          |                                                                                        |
| Найкращий фільм — комедія або мюзикл        | • «Я, Тоня»                                                                         |                                                                                        |
| Найкраща чоловіча роль — драма              |                                                                                     | • «Темні часи» — Гері Олдмен за роль Вінстона Черчилля                                 |
| Найкраща чоловіча роль — драма              | • «Роман Ізраел» — Дензел Вашингтон за роль Романа Дж. Ізраеля                      |                                                                                        |
| Найкраща чоловіча роль — драма              | • «Секретне досьє» — Том Генкс за роль Бена Бредлі                                  |                                                                                        |
| Найкраща чоловіча роль — драма              | • «Примарна нитка» — Деніел Дей-Льюїс за роль Рейнольдса Вудкока                    |                                                                                        |
| Найкраща чоловіча роль — драма              | • «Назви мене своїм ім'ям» — Тімоті Шаламе за роль Еліо Перлмана                    |                                                                                        |
| Найкраща жіноча роль — драма                |                                                                                     | • «Три білборди за межами Еббінга, Міссурі» — Френсіс Мак-Дорманд за роль Мілдред Гейз |
| Найкраща жіноча роль — драма                | • «Гра Моллі» — Джессіка Честейн за роль Моллі Блум                                 |                                                                                        |
| Найкраща жіноча роль — драма                | • «Форма води» — Саллі Гокінз за роль Елізи Еспозіто                                |                                                                                        |
| Найкраща жіноча роль — драма                | • «Секретне досьє» — Меріл Стріп за роль Кетрін Грем                                |                                                                                        |
| Найкраща жіноча роль — драма                | • «Усі гроші світу» — Мішель Вільямс за роль Гейл Гарріс                            |                                                                                        |
| Найкраща чоловіча роль — комедія або мюзикл |                                                                                     | • «Горе-творець» — Джеймс Франко за роль Томмі Вайзо                                   |
| Найкраща чоловіча роль — комедія або мюзикл | • «Найвеличніший шоумен» — Г'ю Джекмен за роль Ф. Т. Барнума                        |                                                                                        |
| Найкраща чоловіча роль — комедія або мюзикл | • «На драйві» — Енсел Елгорт за роль «Малюка»                                       |                                                                                        |
| Найкраща чоловіча роль — комедія або мюзикл | • «Пастка» — Деніел Калуя за роль Кріса Вашингтона                                  |                                                                                        |
| Найкраща чоловіча роль — комедія або мюзикл | • «Битва статей» — Стів Керелл за роль Боббі Ріггса                                 |                                                                                        |
| Найкраща жіноча роль — комедія або мюзикл   |                                                                                     | • «Леді-Птаха» — Сірша Ронан за роль Крістін Макферсон                                 |
| Найкраща жіноча роль — комедія або мюзикл   | • «Вікторія та Абдул» — Джуді Денч за роль королеви Вікторії                        |                                                                                        |
| Найкраща жіноча роль — комедія або мюзикл   | • «Шукачі дозвілля» — Гелен Міррен за роль Елли Спенсер                             |                                                                                        |
| Найкраща жіноча роль — комедія або мюзикл   | • «Я, Тоня» — Марго Роббі за роль Тоні Гардінг                                      |                                                                                        |
| Найкраща жіноча роль — комедія або мюзикл   | • «Битва статей» — Емма Стоун за роль Біллі Джин Кінг                               |                                                                                        |
| Найкраща чоловіча роль другого плану        |                                                                                     | • «Три білборди за межами Еббінга, Міссурі» — Сем Роквелл за роль Джейсона             |
| Найкраща чоловіча роль другого плану        | • «Назви мене своїм ім'ям» — Армі Гаммер за роль Олівера                            |                                                                                        |
| Найкраща чоловіча роль другого плану        | • «Проект «Флорида» — Віллем Дефо за роль Боббі Гікса                               |                                                                                        |
| Найкраща чоловіча роль другого плану        | • «Форма води» — Річард Дженкінс за роль Джайлза                                    |                                                                                        |
| Найкраща чоловіча роль другого плану        | • «Усі гроші світу» — Крістофер Пламмер за роль Дж. Пола Гетти                      |                                                                                        |
| Найкраща жіноча роль другого плану          |                                                                                     | • «Я, Тоня» — Еллісон Дженні за роль Лавони Голден                                     |
| Найкраща жіноча роль другого плану          | • «Ферма «Мадбаунд» — Мері Джей Блайдж за роль Флоренс Джексон                      |                                                                                        |
| Найкраща жіноча роль другого плану          | • «Леді-Птаха» — Лорі Меткалф за роль Меріон Макферсон                              |                                                                                        |
| Найкраща жіноча роль другого плану          | • «Форма води» — Октавія Спенсер за роль Зельди Фуллер                              |                                                                                        |
| Найкраща жіноча роль другого плану          | • «Зменшення» — Хонг Чау за роль Гун Цзян                                           |                                                                                        |
| Найкраща режисерська робота                 |                                                                                     | • «Форма води» — Гільєрмо дель Торо                                                    |
| Найкраща режисерська робота                 | • «Три білборди за межами Еббінга, Міссурі» — Мартін Макдонах                       |                                                                                        |
| Найкраща режисерська робота                 | • «Дюнкерк» — Крістофер Нолан                                                       |                                                                                        |
| Найкраща режисерська робота                 | • «Усі гроші світу» — Рідлі Скотт                                                   |                                                                                        |
| Найкраща режисерська робота                 | • «Секретне досьє» — Стівен Спілберг                                                |                                                                                        |
| Найкращий сценарій                          |                                                                                     | • «Три білборди за межами Еббінга, Міссурі» — Мартін Макдонах                          |
| Найкращий сценарій                          | • «Секретне досьє» — Джош Сінгер, Ліз Ганна                                         |                                                                                        |
| Найкращий сценарій                          | • «Леді-Птаха» — Ґрета Ґервіґ                                                       |                                                                                        |
| Найкращий сценарій                          | • «Форма води» — Гільєрмо дель Торо, Ванесса Тейлор                                 |                                                                                        |
| Найкращий сценарій                          | • «Гра Моллі» — Аарон Соркін                                                        |                                                                                        |
| Найкраща музика                             |                                                                                     | • «Форма води» — Александр Деспла                                                      |
| Найкраща музика                             | • «Дюнкерк» — Ганс Ціммер                                                           |                                                                                        |
| Найкраща музика                             | • «Примарна нитка» — Джонні Грінвуд                                                 |                                                                                        |
| Найкраща музика                             | • «Секретне досьє» — Джон Вільямс                                                   |                                                                                        |
| Найкраща музика                             | • «Три білборди за межами Еббінга, Міссурі» — Картер Беруелл                        |                                                                                        |
| Найкраща пісня                              | • «Найвеличніший шоумен» — «This Is Me» — Бендж Песек, Джастін Пол                  | • «Найвеличніший шоумен» — «This Is Me» — Бендж Песек, Джастін Пол                     |
| Найкраща пісня                              | • «Фердинанд» — «Home» — Нік Джонас, Нік Монсон, Джастін Трентер                    |                                                                                        |
| Найкраща пісня                              | • «Ферма «Мадбаунд» — «Mighty River» — Мері Джей Блайдж, Рафаел Садік, Тара Стінсон |                                                                                        |
| Найкраща пісня                              | • «Коко» — «Remember Me» — Крістен Андерсон Лопес, Роберт Лопес                     |                                                                                        |
| Найкраща пісня                              | • «Зірка» — «The Star» — Мерая Кері, Марк Шеймен                                    |                                                                                        |
| Найкращий анімаційний фільм                 | • «Коко»                                                                            | • «Коко»                                                                               |
| Найкращий анімаційний фільм                 | • «Бебі бос»                                                                        |                                                                                        |
| Найкращий анімаційний фільм                 | • «Хлібодавець»                                                                     |                                                                                        |
| Найкращий анімаційний фільм                 | • «З любов'ю, Вінсент»                                                              |                                                                                        |
| Найкращий анімаційний фільм                 | • «Фердинанд»                                                                       |                                                                                        |
| Найкращий фільм іноземною мовою             | • «На межі» (Німеччина)                                                             | • «На межі» (Німеччина)                                                                |
| Найкращий фільм іноземною мовою             | • «Квадрат» (Швеція)                                                                |                                                                                        |
| Найкращий фільм іноземною мовою             | • «Нелюбов» (Росія)                                                                 |                                                                                        |
| Найкращий фільм іноземною мовою             | • «Спочатку вони вбили мого батька» (Камбоджа)                                      |                                                                                        |
| Найкращий фільм іноземною мовою             | • «Фантастична жінка» (Чилі)                                                        |                                                                                        |

### Телебачення
Телесеріали з найбільшою кількістю нагород та номінацій
| Фільм                       | Перемоги | Номінації |
| --------------------------- | -------- | --------- |
| • «Велика маленька брехня»  | 4        | 6         |
| • «Оповідь служниці»        | 2        | 3         |
| • «Дивовижна місіс Мейзел»  | 2        | 2         |
| • «Фарґо»                   | 1        | 3         |
| • «Це — ми»                 | 1        | 3         |
| • «Нездара в усьому»        | 1        | 2         |
| • «Ворожнеча: Бетт і Джоан» | —        | 4         |
| • «Темніють»                | —        | 2         |
| • «Корона»                  | —        | 2         |
| • «Грішники»                | —        | 2         |
| • «SMILF»                   | —        | 2         |
| • «Дивні дива»              | —        | 2         |
| • «Вілл і Грейс»            | —        | 2         |
| • «Маестро брехні»          | —        | 2         |

| Категорія                                                                | Лауреати і номінанти                                                 | Лауреати і номінанти                                                |
| ------------------------------------------------------------------------ | -------------------------------------------------------------------- | ------------------------------------------------------------------- |
| Найкращий серіал — драма                                                 | • «Оповідь служниці»                                                 | • «Оповідь служниці»                                                |
| Найкращий серіал — драма                                                 | • «Гра престолів»                                                    |                                                                     |
| Найкращий серіал — драма                                                 | • «Корона»                                                           |                                                                     |
| Найкращий серіал — драма                                                 | • «Дивні дива»                                                       |                                                                     |
| Найкращий серіал — драма                                                 | • «Це — ми»                                                          |                                                                     |
| Найкращий серіал — комедія або мюзикл                                    | • «Дивовижна місіс Мейзел»                                           | • «Дивовижна місіс Мейзел»                                          |
| Найкращий серіал — комедія або мюзикл                                    | • «Темніють»                                                         |                                                                     |
| Найкращий серіал — комедія або мюзикл                                    | • «Нездара в усьому» / Master of None                                |                                                                     |
| Найкращий серіал — комедія або мюзикл                                    | • «SMILF» / SMILF                                                    |                                                                     |
| Найкращий серіал — комедія або мюзикл                                    | • «Вілл і Грейс»                                                     |                                                                     |
| Найкращий мінісеріал або телефільм                                       | • «Велика маленька брехня»                                           | • «Велика маленька брехня»                                          |
| Найкращий мінісеріал або телефільм                                       | • «Фарґо»                                                            |                                                                     |
| Найкращий мінісеріал або телефільм                                       | • «Ворожнеча: Бетт і Джоан»                                          |                                                                     |
| Найкращий мінісеріал або телефільм                                       | • «Грішники»                                                         |                                                                     |
| Найкращий мінісеріал або телефільм                                       | • «Вершина озера: Китайська дівчина» / Top Of The Lake: China Girl   |                                                                     |
| Найкраща чоловіча роль серіалу — драма                                   |                                                                      | • «Це — ми» — Стерлінг К. Браун за роль Ренделла Пірсона            |
| Найкраща чоловіча роль серіалу — драма                                   | • «Озарк» — Джейсон Бейтман за роль Мартіна Берда                    |                                                                     |
| Найкраща чоловіча роль серіалу — драма                                   | • «Добрий лікар» — Фредді Гаймор за роль Шона Мерфі                  |                                                                     |
| Найкраща чоловіча роль серіалу — драма                                   | • «Краще подзвоніть Солу» — Боб Оденкерк за роль Сола Ґудмена        |                                                                     |
| Найкраща чоловіча роль серіалу — драма                                   | • «Рей Донован» — Лев Шрайбер за роль Рея Донована                   |                                                                     |
| Найкраща жіноча роль серіалу — драма                                     |                                                                      | • «Оповідь служниці» — Елізабет Мосс за роль Джун Озборн            |
| Найкраща жіноча роль серіалу — драма                                     | • «Чужоземка» — Катріна Балф за роль Клер Фрейзер                    |                                                                     |
| Найкраща жіноча роль серіалу — драма                                     | • «Корона» — Клер Фой за роль королеви Єлизавети II                  |                                                                     |
| Найкраща жіноча роль серіалу — драма                                     | • «Двійка» — Меггі Джилленгол за роль Елін Мерелл                    |                                                                     |
| Найкраща жіноча роль серіалу — драма                                     | • «Тринадцять причин чому» — Кетрін Ленґфорд за роль Ханни Бейкер    |                                                                     |
| Найкраща чоловіча роль серіалу — комедія або мюзикл                      |                                                                      | • «Нездара в усьому» — Азіз Ансарі за роль Дева Ша                  |
| Найкраща чоловіча роль серіалу — комедія або мюзикл                      | • «Темніють» — Ентоні Андерсон за роль Андре Джонсона                |                                                                     |
| Найкраща чоловіча роль серіалу — комедія або мюзикл                      | • «Я кохаю Діка» — Кевін Бейкон за роль Діка                         |                                                                     |
| Найкраща чоловіча роль серіалу — комедія або мюзикл                      | • «Безсоромні» — Вільям Мейсі за роль Френка Ґаллагера               |                                                                     |
| Найкраща чоловіча роль серіалу — комедія або мюзикл                      | • «Вілл і Грейс» — Ерік МакКормек за роль Вілла Трумена              |                                                                     |
| Найкраща жіноча роль серіалу — комедія або мюзикл                        |                                                                      | • «Дивовижна місіс Мейзел» — Рейчел Броснаген за роль Міріам Мейзел |
| Найкраща жіноча роль серіалу — комедія або мюзикл                        | • «Кращі речі» — Памела Едлон за роль Сем Фокс                       |                                                                     |
| Найкраща жіноча роль серіалу — комедія або мюзикл                        | • «Блиск» — Елісон Брі за роль Рут Вайлдер                           |                                                                     |
| Найкраща жіноча роль серіалу — комедія або мюзикл                        | • «SMILF» — Френкі Шоу за роль Бріджитт Бьорд                        |                                                                     |
| Найкраща жіноча роль серіалу — комедія або мюзикл                        | • «Ненадійна» — Ісса Рей за роль Ісси Ді                             |                                                                     |
| Найкраща чоловіча роль мінісеріалу або телефільму                        |                                                                      | • «Фарґо» — Юен Мак-Грегор за ролі Емміта Стассі та Рея Стассі      |
| Найкраща чоловіча роль мінісеріалу або телефільму                        | • «Маестро брехні» — Роберт де Ніро за роль Бернарда Мейдоффа        |                                                                     |
| Найкраща чоловіча роль мінісеріалу або телефільму                        | • «Молодий Папа» — Джуд Лоу за роль папи Пія XIII (Ленні Белардо)    |                                                                     |
| Найкраща чоловіча роль мінісеріалу або телефільму                        | • «Твін Пікс» — Кайл Маклаклен за роль Дейла Купера / Дагі Джонса    |                                                                     |
| Найкраща чоловіча роль мінісеріалу або телефільму                        | • «Геній» — Джеффрі Раш за роль Альберта Ейнштейна                   |                                                                     |
| Найкраща жіноча роль мінісеріалу або телефільму                          |                                                                      | • «Велика маленька брехня» — Ніколь Кідман за роль Селести Райт     |
| Найкраща жіноча роль мінісеріалу або телефільму                          | • «Грішники» — Джессіка Біл за роль Кори Таннетті                    |                                                                     |
| Найкраща жіноча роль мінісеріалу або телефільму                          | • «Ворожнеча: Бетт і Джоан» — Джессіка Ленґ за роль Джоан Кроуфорд   |                                                                     |
| Найкраща жіноча роль мінісеріалу або телефільму                          | • «Ворожнеча: Бетт і Джоан» — Сьюзен Серендон за роль Бетті Девіс    |                                                                     |
| Найкраща жіноча роль мінісеріалу або телефільму                          | • «Велика маленька брехня» — Різ Візерспун за роль Мадлен Маккензі   |                                                                     |
| Найкраща чоловіча роль другого плану серіалу, мінісеріалу або телефільму |                                                                      | • «Велика маленька брехня» — Александр Скашгорд за роль Перрі Райт  |
| Найкраща чоловіча роль другого плану серіалу, мінісеріалу або телефільму | • «Дивні дива» — Девід Гарбор за роль Джима Гоппера                  |                                                                     |
| Найкраща чоловіча роль другого плану серіалу, мінісеріалу або телефільму | • «Ворожнеча: Бетт і Джоан» — Альфред Моліна за роль Роберта Олдріча |                                                                     |
| Найкраща чоловіча роль другого плану серіалу, мінісеріалу або телефільму | • «Пан Робот» — Крістіан Слейтер за роль пана Робота                 |                                                                     |
| Найкраща чоловіча роль другого плану серіалу, мінісеріалу або телефільму | • «Фарґо» — Девід Тьюліс за роль В. М. Варгі                         |                                                                     |
| Найкраща жіноча роль другого плану серіалу, мінісеріалу або телефільму   |                                                                      | • «Велика маленька брехня» — Лора Дерн за роль Ренати Клейн         |
| Найкраща жіноча роль другого плану серіалу, мінісеріалу або телефільму   | • «Оповідь служниці» — Енн Дауд за роль Лідії                        |                                                                     |
| Найкраща жіноча роль другого плану серіалу, мінісеріалу або телефільму   | • «Це — ми» — Кріссі Метз за роль Кейт Пірсон                        |                                                                     |
| Найкраща жіноча роль другого плану серіалу, мінісеріалу або телефільму   | • «Маестро брехні» — Мішель Пфайффер за роль Рут Мейдофф             |                                                                     |
| Найкраща жіноча роль другого плану серіалу, мінісеріалу або телефільму   | • «Велика маленька брехня» — Шейлін Вудлі за роль Джейн Чепмен       |                                                                     |

## Спеціальні нагороди
| Премія імені Сесіля Б. Де Мілля (Нагорода за внесок у кінематограф) |  | Опра Вінфрі американська акторка і ведуча ток-шоу «Шоу Опри Вінфрі» |
| Посол «Золотого глобуса» (Символічний титул)                        |  | Сімон Гарсія Джонсон донька актора Двейна Джонсона та Дені Гарсії   |